# Eleições estaduais no Acre em 1962
As eleições estaduais no Acre em 1962 ocorreram em 7 de outubro como parte das eleições em 22 estados e nos Amapá, Rondônia e Roraima. Foram eleitos o governador José Augusto de Araújo e os senadores José Guiomard, Oscar Passos e Adalberto Sena, além de sete deputados federais e quinze deputados estaduais na única eleição direta ocorrida antes do Regime Militar de 1964.
Disputado por Bolívia, Brasil e Peru durante o Século XIX, o Acre foi cedido à primeira em 23 de novembro de 1867 devido ao Tratado de Ayacucho, embora a constante presença brasileira tenha fomentado conflitos liderados por Plácido de Castro, que resultaram na anexação do Acre ao Brasil em 17 de novembro de 1903 via Tratado de Petrópolis. Em 7 de abril do ano seguinte, o presidente Rodrigues Alves concedeu-lhe o status de território federal. Nos estertores do Estado Novo o presidente Getúlio Vargas assinou o Decreto-Lei n.º 7.586< marcando eleições para presidente da República, senadores e deputados federais em 2 de dezembro em 20 estados, no Distrito Federal e no Território Federal do Acre, cabendo a este eleger dois deputados federais.
Em 15 de junho de 1962 o presidente João Goulart e o primeiro-ministro Tancredo Neves sancionaram a Lei nº 4.070 elevando o Acre à categoria de estado e a seguir houve eleições. Num embate acirrado, o PTB elegeu José Augusto de Araújo para ocupar o Palácio Rio Branco e também os senadores Oscar Passos e Adalberto Sena, ao passo que, mesmo derrotado na eleição para governador, José Guiomard (PSD) foi o senador mais votado. Na seara proporcional PSD venceu o PTB por uma vaga para deputado federal e estadual.
Sobre o eleito para o Palácio Rio Branco ele nasceu em Feijó, é professor de Geografia e História formado na Universidade do Estado do Rio de Janeiro e disputou duas eleições para deputado federal pelo PTB sendo eleito este ano, mas declinou do mandato por ter sido escolhido também governador do Acre por decisão popular. Por conta do Ato Institucional Número Um editado pelos militares, o governador José Augusto de Araújo teve o mandato cassado em 8 de maio de 1964 sendo substituído pelo capitão Edgar Cerqueira. Após a imposição do bipartidarismo os quadros pessedistas migraram à ARENA e os petebistas formaram o MDB. Nova eleição direta pelo governo do Acre só aconteceria com a vitória de Nabor Júnior sobre Jorge Kalume em 1982.

## Resultado da eleição para governador
Segundo o Tribunal Superior Eleitoral houve 13.637 votos nominais (92,59%), 787 votos em branco (5,34%) e 304 votos nulos (2,07%), resultando no comparecimento de 14.728 eleitores.
| Candidatos a governador do estado | Candidatos a vice-governador | Número | Coligação           | Votação | Percentual |
| --------------------------------- | ---------------------------- | ------ | ------------------- | ------- | ---------- |
| José Augusto de Araújo PTB        | Não havia -                  | -      | PTB (sem coligação) | 7.184   | 52,68%     |
| José Guiomard PSD                 | Não havia -                  | -      | PSD (sem coligação) | 6.453   | 47,32%     |
| Fontes:                           |                              |        |                     |         |            |

## Resultado das eleições para senador
Segundo o Tribunal Superior Eleitoral houve 41.240 votos nominais (95,91%), 831 votos em branco (1,93%) e 928 votos nulos (2,16%), totalizando 42.999 eleitores por serem três as vagas em disputa.
| Candidatos a senador da República | Candidatos a suplente de senador   | Número | Coligação           | Votação | Percentual |
| --------------------------------- | ---------------------------------- | ------ | ------------------- | ------- | ---------- |
| José Guiomard PSD                 | José Kairala PSD                   | -      | PSD (sem coligação) | 6.855   | 16,62%     |
| Oscar Passos PTB                  | Eduardo Assmar PTB                 | -      | PTB (sem coligação) | 6.786   | 16,46%     |
| Adalberto Sena PTB                | Godwasser Santos PTB               | -      | PTB (sem coligação) | 6.497   | 15,76%     |
| Manuel de Castro PSD              | Jorge Lavocat PSD                  | -      | PSD (sem coligação) | 6.175   | 14,97%     |
| Mário de Oliveira PSD             | Sérgio Bezerra Marinho PSD         | -      | PSD (sem coligação) | 5.904   | 14,32%     |
| Hugo Carneiro PTB                 | Francisco de Lira Lima PTB         | -      | PTB (sem coligação) | 5.508   | 13,35%     |
| Raimundo Alcântara Figueira PSP   | Raimundo Quirino Nobre PSP         | -      | PSP (sem coligação) | 3.288   | 7,97%      |
| Pedro Arquimedes Bruno PSB        | José Leôncio Pessoa de Andrade PSB | -      | PSB (sem coligação) | 227     | 0,55%      |
| Fontes:                           |                                    |        |                     |         |            |

## Deputados federais eleitos
São relacionados os candidatos eleitos com informações complementares da Câmara dos Deputados.

Representação eleita
  PSD: 4
  PTB: 3

| Deputados federais eleitos | Partido | Votação | Percentual | Cidade onde nasceu | Unidade federativa |
| Rui Lino                   | PTB     | 2.551   | 18,70%     | Tarauacá           | Acre               |
| Armando Leite              | PSD     | 1.614   | 11,83%     | Boca do Acre       | Amazonas           |
| Geraldo Mesquita           | PSD     | 1.167   | 8,55%      | Feijó              | Acre               |
| Jorge Kalume               | PSD     | 960     | 7,03%      | Belém              | Pará               |
| José Altino Machado        | PTB     | 909     | 6,66%      | Taubaté            | São Paulo          |
| Valério Magalhães          | PSD     | 827     | 6,06%      | Boa Vista          | Roraima            |
| Mário Maia                 | PTB     | 628     | 4,60%      | Rio Branco         | Acre               |
| Fontes:                    |         |         |            |                    |                    |

## Deputados estaduais eleitos
Com informações auferidas junto ao banco de dados do Tribunal Superior Eleitoral.

Representação eleita
  PSD: 8
  PTB: 7

| Deputados estaduais eleitos | Partido | Votação | Percentual | Cidade onde nasceu | Unidade federativa |
| Francisco Taumaturgo        | PTB     | 947     | 6,57%      | Tarauacá           | Acre               |
| Omar Sabino                 | PSD     | 751     | 5,21%      | Manoel Urbano      | Acre               |
| José Akel Fares             | PTB     | 717     | 4,98%      | Sena Madureira     | Acre               |
| Augusto Hidalgo de Lima     | PSD     | 627     | 4,35%      | Rio Branco         | Acre               |
| Guilherme Zaire             | PTB     | 587     | 4,07%      | Rio Branco         | Acre               |
| José Chaar Filho            | PSD     | 574     | 3,98%      | Porto Acre         | Acre               |
| Joaquim Lopes da Cruz       | PSD     | 546     | 3,79%      | Xapuri             | Acre               |
| Adonay Barbosa dos Santos   | PTB     | 521     | 3,62%      | Feijó              | Acre               |
| Carlos Meixeira Afonso      | PSD     | 504     | 3,50%      | Tarauacá           | Acre               |
| Francisco Aloísio Queiroz   | PSD     | 498     | 3,46%      | Manaus             | Amazonas           |
| Milton de Matos Rocha       | PSD     | 492     | 3,42%      | Parintins          | Amazonas           |
| José da Fonseca Araújo      | PTB     | 468     | 3,25%      | Sena Madureira     | Acre               |
| Geraldo Fleming             | PTB     | 450     | 3,12%      | Campanha           | Minas Gerais       |
| Eloy Abud                   | PSD     | 441     | 3,06%      | Rio Branco         | Acre               |
| Nabor Júnior                | PTB     | 428     | 2,97%      | Tarauacá           | Acre               |
| Fontes:                     |         |         |            |                    |                    |

## Eleições municipais em 1963
Segundo o Tribunal Superior Eleitoral o PTB venceu as eleições municipais em Rio Branco (com o ex-governador Aníbal Miranda) e nos seis municípios do interior: Brasileia, Cruzeiro do Sul, Feijó, Sena Madureira, Tarauacá e Xapuri.